# По щучому велінню (фільм)
«По щучому велінню» (рос. «По щучьему велению») — російський радянський повнометражний чорно-білий художній фільм-казка, відзнятий на Московській кіностудії «Союздитфільм» у 1938 режисером Олександром Роу за однойменною п'єсою Єлизавети Тараховскої, в основу сюжету якої лягли три російські народні казки: «По щучому велінню», «Царівна Несміяна», «Танцювальна гармонь».
Прем'єра фільму у СРСР відбулася 30 грудня 1938 р. Відтоді він став вважатися одним з «новорічних фільмів».

## Сюжет
У деякому царстві, в деякому государстві жив-був роботящий, але невдачливий парубок Ємеля. Скільки він не працював — усе даремно! Аж раптом і його удача знайшла: впіймавши випадково щуку-чарівницю, зглянувся Ємеля, відпустив її, і в нагороду щука стала виконувати всі його бажання.
У царя Гороха була примхлива дочка — царівна Несміяна. Цар пообіцяв видати її заміж за того, хто її розсмішить. Хоча Ємеля і розсмішив царівну, цар велів прогнати мужика з палацу. Однак царівна утекла з Ємелею.

## У ролях
- Петро Савін — Ємеля
- Марія Кравчуновська — мати Ємелі
- Георгій Мілляр — цар Горох
- Софія Терентьєва — царівна Несміяна
- Лев Потьомкін — генерал Ать-Два
- Іван Москвін — глухий
- Олександр Жуков — глашатай
- Андрій Файт — Мухамед Ага
- Тетяна Струкова — мамка
- Лідія Рюміна — мамка
- У титрах не вказані:
  -  Володимир Лепко — кухар
  -  Анатолій Нахімов — князь Гаврило
  - А. Суревич — Карл Карлович Малиш

## Знімальна група
- Сценарій — Олега Леонідова, Єлизавети Тараховскої
- Режисер — Олександр Роу
- Оператор — Іван Горчілін
- Звукооператор — Сергій Юрцев
- Асистент режисера — Леонід Альцев
- Асистенти оператора — Л. Абрамян, К. Алексєєв
- Композитор — Володимир Кочетов
- Симфонічний оркестр Д. С. Блоку  (в титрах не вказаний)  
 Диригент — Давид Блок
- Художник — Олексій Уткін
- Художник-постановник — М. Левін
- Балетмейстер — професор Антоніна Шаломитова
- Асистент з монтажу — Ксенія Блінова
- Гример — Анатолій Іванов
- Директор картини — А. Панчук

Фільм відновлений на  Кіностудії імені М. Горького у 1973 році. 

Режисер відновлення — Олександр Роу,  звукооператор  — Керім Аміров, директор — Андрій Дем'яненко

## Видання
На початку 1990-х років фільм випущений на відеокасетах кінооб'єднання « Крупний план», в середині 1990-х — студією «Союз Відео», АТЗТ «Формат», пізніше — «Схід В», а в 2000—2001 роках — «Майстер тейп».
На DVD фільм випущений компанією «Майстер тейп».
25 листопада 2004 роки фільм випущений на DVD студією «Союз відео». Також випущений на DVD компаніями «Крупний план», «Схід В», ІДДК, «Дивайс», «Магнат» та «Новий Диск».